# Sydhedsnäcka
Sydhedsnäcka (Helicella obvia) är en snäckart som först beskrevs av Menke 1828.  I den svenska databasen Dyntaxa används istället namnet Xerolenta obvia. Sydhedsnäcka ingår i släktet Helicella och familjen hedsnäckor. Arten är reproducerande i Sverige. Inga underarter finns listade i Catalogue of Life.